# Hávamál
Hávamál is in de Edda 'Het lied van de Hoge'. 

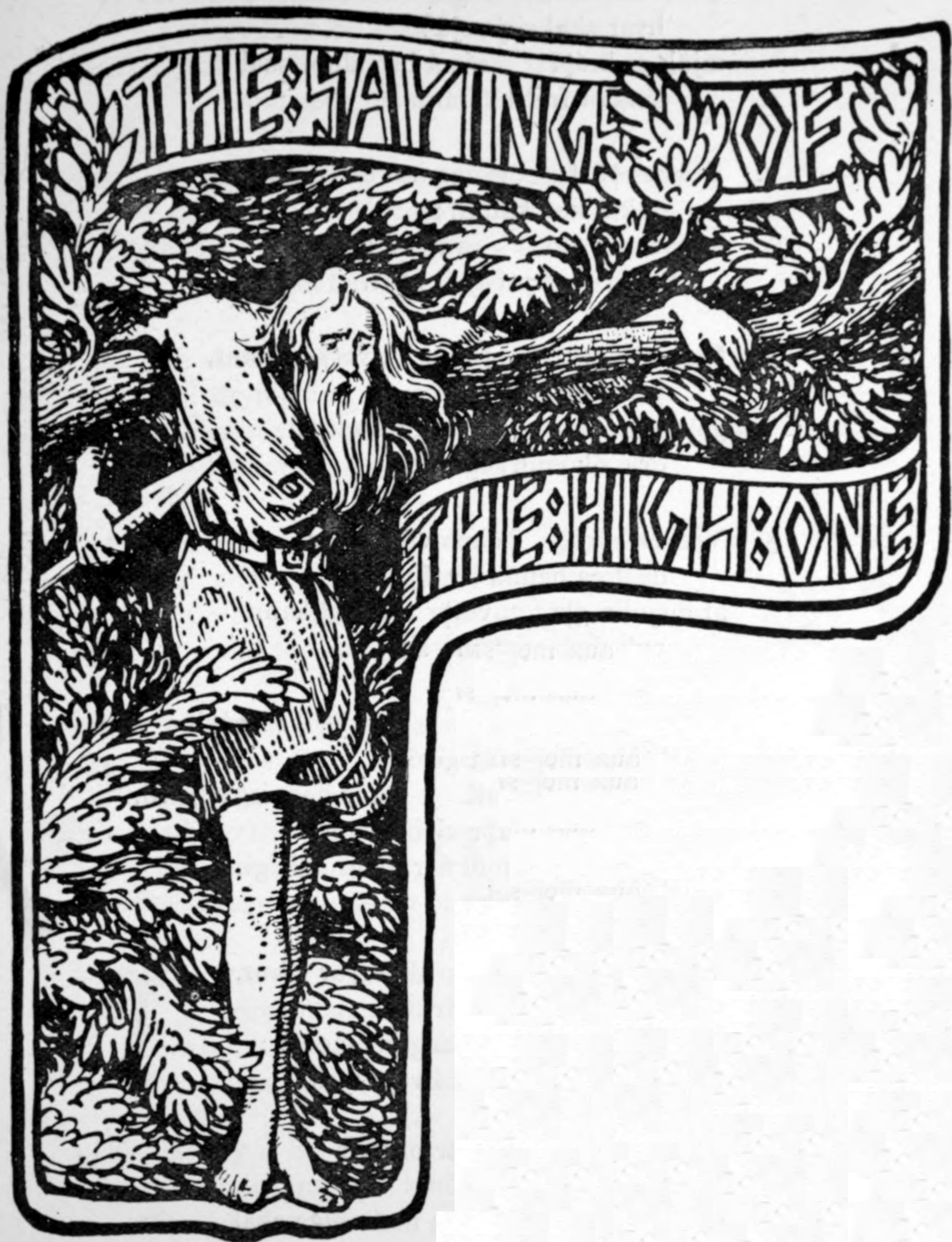
Het lied van de Hoge

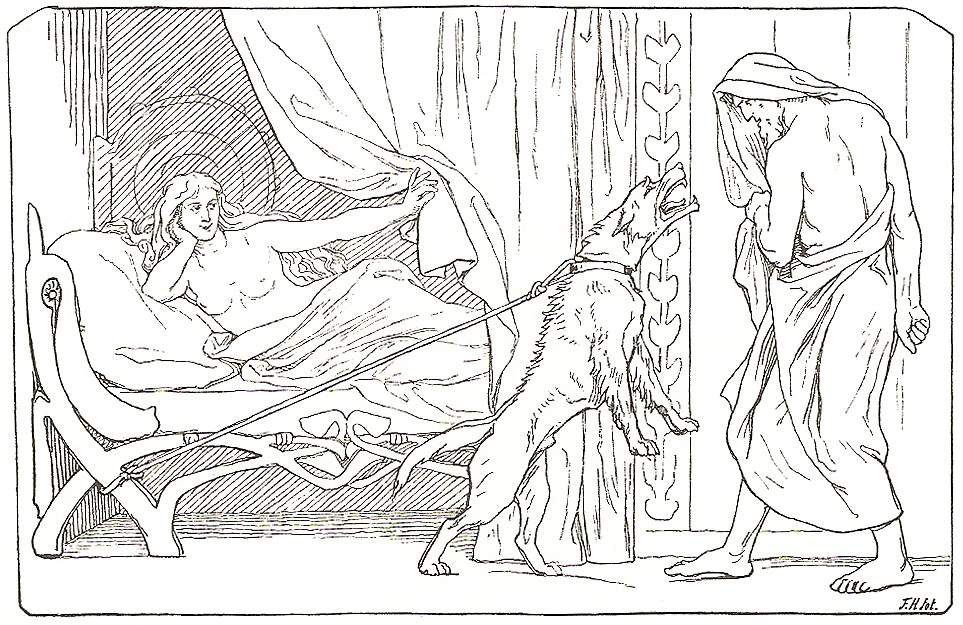
Hávamál

Odin hangt aan Yggdrasil

Het is in vier delen tot ons gekomen en daarvan vormt het laatste waarschijnlijk het originele lied. Dit blijkt uit de slotstrofe. De naam van deze cyclus zou dan later overgedragen zijn op een reeks strofen die een geheel andere inhoud hadden, maar die door het verkondigen van wijsheid met Odin in verband konden worden gebracht.

## Inhoud
De raad wordt gegeven om wijsheid te verwerven in de hal van Odin bij de bron van Urd waar de Nornen aan het werk zijn bij de wortels van Yggdrasil. De Hávamál is oorspronkelijk een weergave van mythische of magische spreuken (galdr) of inzichten en van hun toepassingsgebied. 
Een woord is te spreken
op de sprekerstoel
bij de bron van Urd;
ik zag en zweeg,
ik zag en peinsde,
hoorde het heilige woord:
ik hoorde van runen spreken,
hoe ze te raden
bij de hal van Hár,
in de hal van Hár
hoorde ik zeggen zo:

## Stijl
Kenmerkend qua stijl is de binding van de strofen door formele elementen. Er is een doorlopende telling van de achttien strofen of stanzas, en bij elke stanza is het telwoord zelf door stafrijm met de spreuk verbonden. Deze techniek kwam aan het memoriseren tegemoet. Hij werd ook in het Vafþrúðnismál toegepast.
De samenhang van de andere drie stukken van de Hávamál bestaat erin dat het allemaal stanzas in verband met wijsheid zijn, zowel eenvoudige leefregels als kennis van hogere orde, tot zelfs diepste geheimenis:
- Deel 1: Algemene leefregels (ontvangst van gasten, verhouding tot een vriend, gedrag van onverstandigen. Algemeen nuchter en zakelijk, gericht op praktisch handelen, zoals de wijsheid in spreekwoorden.
- Deel 2: Raad gericht aan ene Lodfafnir. Na eenzelfde verheven aanhef volgt telkens een wat banale raadgeving.
- Deel 3: Verhaal van Odins verwerving van runenwijsheid.
- Deel 4: De spreuken van de Hoge (d.i. Odin).

Nu zijn de Hávamál gezegd
in de hal van Hár
tot heil van de mensen
tot onheil van de reuzen.
Heil die ze zong
heil die ze kent
tot nut voor wie ze vernam
tot heil voor wie ze hoorde.